# 수부타이
수부타이(몽골어: ᠰᠥᠪᠡᠭᠡᠳᠡᠢ 수베게데이[Sübegedei], 한국 한자: 速不臺 속불대, 1176년 ~ 1248년)는 몽골 제국의 개국공신으로 사구 중 한명이다. 우랑카이족(族) 출신으로, 용맹하고 말타기와 활쏘기를 잘하였고, 젤메·제베·쿠빌라이와 더불어 칭기즈칸의 4선봉(四先鋒)으로 불리며, 천호장(千戶長)에 임명되었다. 메르키트족의 잔병(殘兵)을 소탕하는 작전에서 큰 공을 세웠고, 칭기즈칸의 서정(西征) 때는 제베와 함께 호라즘 국왕 추격명령을 받고, 그를 카스피해(海)의 한 작은 섬으로 몰아넣어 죽게 했다. 뒤이어 이란·캅카스의 여러 도시를 공략하였고, 이어 남루스 초원으로 진격, 1223년 킵차크족과 루스 제후(諸侯)의 연합군을 궤멸시키고, 이 초원을 널리 공략한 후 돌아왔다.
1233년 오고타이칸 치세 때는 금나라 도읍 변경(汴京)을 포위 함락시켜 금나라를 멸망 직전까지 몰아넣었으며, 바투의 동유럽 원정(1236년 ∼ 1243년) 때는 부사령관이 되어 큰 공을 세웠다. 중국사에는 '속불대(速不臺)' 또는 '속별액대(速別額臺)'로 그 이름이 기록되어 있다.

## 생애
수부타이는 1176년에 태어났으며 1189년부터 형인 젤메를 따라 칭기즈칸의 장수로 활동하기 시작했다. 1196년 자무카와의 전쟁에서 활약하였다. 그리고 1200년 타이치우드족, 1202년 타타르족, 1203년 케레이트족, 1204년 나이만족과의 전쟁에서 큰 활약을 하였다. 또한 1205년에는 메르키트족을 소탕하는 작전에서 큰 공을 세웠으며 금나라 정벌에서도 큰 공을 세웠다. 또한 1236년에는 바투의 동유럽 원정에서 부사령관이 되어 큰 공을 세웠다. 칭기즈 칸, 오고타이 칸, 귀위크 칸 3대에 걸쳐 몽골 제국의 장군으로 활동했다.
그가 남긴 업적은 위대하며 인간이 할 수 없는 수많은 전쟁에서 승리를 거두었다. 그는 32개의 나라를 정복하고 멸망시켰으며 총 65번의 회전에서 승리했다. 회전(會戰, pitched battle)이란 두 군대가 적당한 장소에 결집해 '모 아니면 도'식의 한타 총력전 을 펼치는 전투를 말한다. 수많은 명장들도 일생에 5번 이상의 회전을 쉽게 경험하기 힘든데 수부타이는 평생 호라즘 제국, 키예프 루스, 불가리아, 폴란드, 헝가리, 조지아, 아르메니아, 금나라, 송나라 등의 군대를 격파했고 각 유목, 부족, 여러 국가, 중앙아시아에 있는 모든 국가를 격파했으며 서양에선 칭기즈 칸과 동급으로 악명이 높은 세계 최고의 명장 중 한 명이다.

## 같이 보기
- 사준사구
- 보오르추
- 무칼리
- 치라운
- 보로클
- 제베
- 젤메
- 쿠빌라이